# Cantone di Saint-Sauveur-en-Puisaye
Il Cantone di Saint-Sauveur-en-Puisaye era una divisione amministrativa dell'arrondissement di Auxerre.
È stato soppresso a seguito della riforma complessiva dei cantoni del 2014, che è entrata in vigore con le elezioni dipartimentali del 2015.
Comprendeva i comuni di:
- Fontenoy
- Lainsecq
- Moutiers-en-Puisaye
- Sainpuits
- Sainte-Colombe-sur-Loing
- Saints-en-Puisaye
- Saint-Sauveur-en-Puisaye
- Sougères-en-Puisaye
- Thury
- Treigny